# 寒冷低気圧

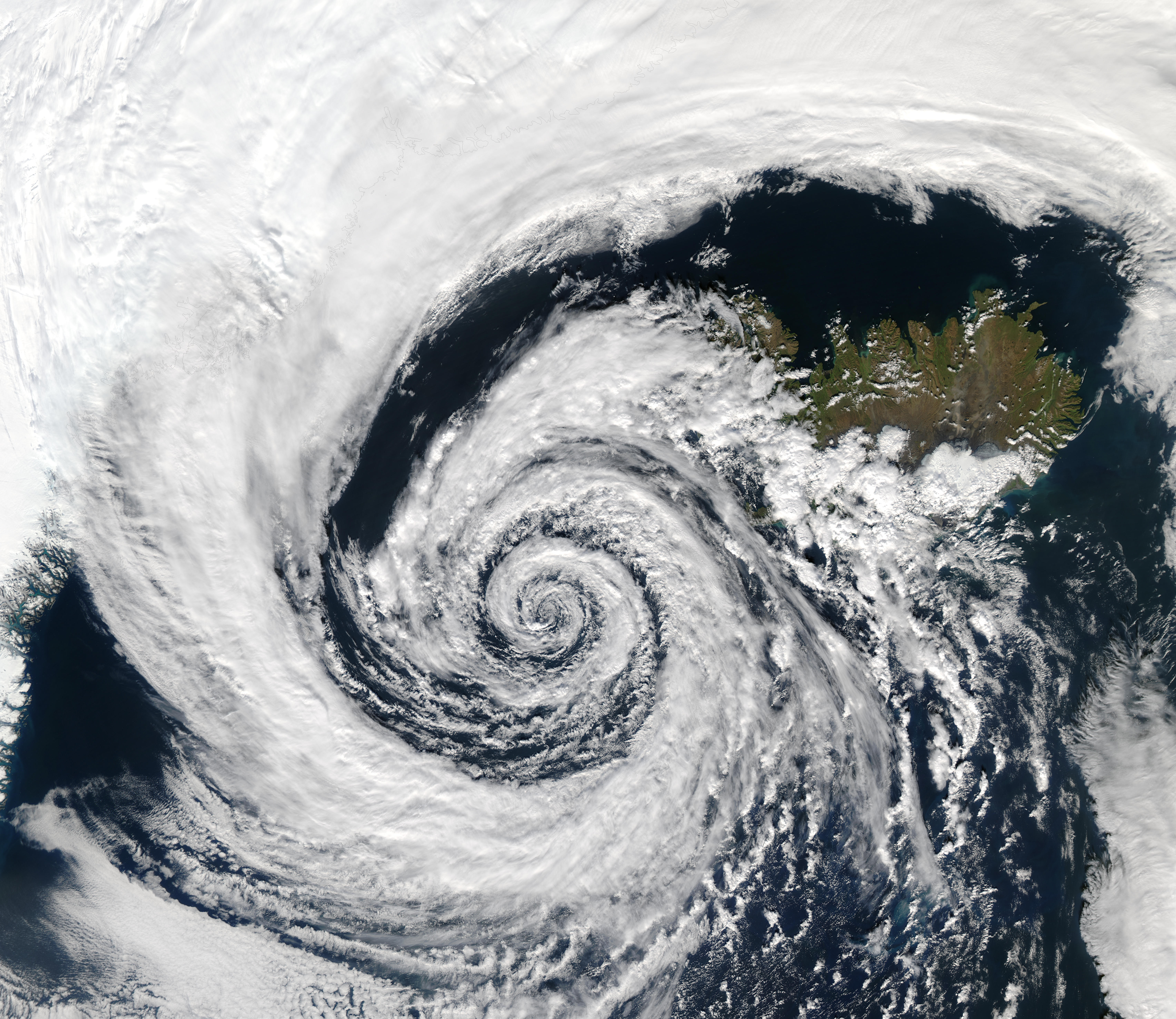
アイスランド南西沖の寒冷低気圧（2003年9月4日）

寒冷低気圧（かんれいていきあつ、英語：cold low）とは、周囲より相対的に温度の低い寒気からなる低気圧のこと。寒冷渦（かんれいうず）、偏西風から切り離されてできることから切離低気圧（せつりていきあつ、英語：cut off low、カットオフ低気圧、カットオフ・ロー）と呼ばれることもある。

## 成因と特徴
中緯度地域で偏西風（厳密にはその最も強い部分であるジェット気流）の蛇行が激しくなると、蛇行が低緯度側へ張り出した部分（気圧の谷）が切り離されて独立した渦となることがある。この部分は極からの寒気が入り込んでいる部分であるので、周囲よりも寒冷な低気圧となる。
一般的に、上層では周囲よりもかなり気圧が低いが、地上付近では気圧差が小さく不明瞭である。寒冷低気圧を立体的に見ると、圏界面が対流圏内に大きく窪んだ形をしており、対流圏内では大気層が圧縮されている。これは寒冷渦の構成する寒気は密度が大きいためであり、この寒気の重さによって地上付近から大気下層では気圧が高くなる。一方、対流圏界面付近やそのくぼみの中にある成層圏下端は暖気があり、周囲に比べて気圧が低いとともに、気温が高い。つまり、地上天気図や850hPa高層天気図では明瞭ではなく前線を伴わない小低気圧として描かれるが、500hPa高層天気図においては非常に強い低気圧として描かれる。
また、渦の中心に寒気が引き付けられているため暖気が進入できず、前線が発生しない。寒冷低気圧の定義は寒気核のみで構成されていることであり、前線が発生した場合は温帯低気圧に変わったと見ることができる。その場合、後方寒気の勢力が強いため寒冷型閉塞前線ができやすい。温帯低気圧などの寒気は「前線によってカットされたピザ」の様な形をしているのに対し、寒冷渦の寒気は地表に接したほぼ直円形のドーム状をしているため、コールド・ドームとも呼ばれる。ただし、寒冷低気圧の渦が崩れると暖気が進入して下層でも気圧の低い温帯低気圧に変わり、地上天気図上でも規模が大きくなる。
単一種の空気塊で構成されている低気圧は、寒気塊からなる寒冷低気圧と、暖気塊からなる熱帯低気圧の2つだけである。いずれも、天気図上では直円形の等圧線・等高線をしているという特徴がある。特に低緯度地域で初期の熱帯低気圧と寒冷低気圧を見分ける場合は、高層天気図上にて直円形の等高線分布と重なる等温線分布を見て、暖域であれば熱帯低気圧、というように判断する。
不明瞭とはいっても地上付近でも低圧なので、周囲の暖気や湿った空気が引き寄せられる。特に寒冷低気圧の南東側は暖湿流が流入しやすい。もともと上空に寒気を持っているので暖湿流が入り込むと大気が不安定になりやすく、積乱雲が発達して雷雨になることがある。また、冬季にはシベリア気団から強力な寒冷渦が放出され、温暖な日本海をゆっくりと通過しながら、主に北陸以北の日本海側に雷を伴った豪雪をもたらすケースがしばしば見られる。
暖かい海域から潜熱の供給を受け、CISKなどのメカニズムで地上に低気圧が発達すると考えられる。
極気団の内部の不安定によって発生する寒冷低気圧を特に、極低気圧と呼ぶことがある。

## 寒冷低気圧と天候
寒冷低気圧の通過の際は大気の状態が非常に不安定となるため、積乱雲が急発達して激しい雷雨や集中豪雨（冬季は大雪）をもたらすことが多い。しかも、寒冷低気圧は偏西風の流れから切り離されているため動きが遅く、悪天候が数日間続く場合がある。このことから「雷三日」という言い習わしがある。暖気の上に寒気が乗り上げる「転倒雷」や、寒冷前線上で起こる「界雷」と呼ばれる発生型の雷が多い。天気図上で日本海を「前線のない低気圧」が東に進んでいるときは注意が必要である。
日本周辺で夏季に発生する場合、アリューシャン列島からミッドウェー諸島近傍で発生した蛇行から切り離され、一週間程度で小笠原近海まで南西方向に進むケースが見られる。これに対応して熱帯低気圧の発達が観測されることから、台風の発達との関連を指摘する研究がある。また、2018年7月の台風12号は、日本の南海上に居座った寒冷渦の影響で、日本列島を西進する異例のコースを辿った。
冬季の日本海側の大雪のほとんどが、寒冷渦や発達した温帯低気圧によってもたらされる。ごくまれに関東平野や近畿地方中部など太平洋側にも雪をもたらすことがある。
また、周期的な天候変化が特徴である春や秋に発生すると、雷雨や雹などをもたらし、動きが遅いために悪天候を持続させる。10月や5月 - 6月はちょうど平地でも雹が降りやすい気温であり、雹の被害が発生しやすい。高山では季節外れの雪になることもある。